# Stadtverkehr Maintal

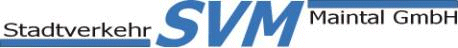
Historisches Logo der Stadtverkehr Maintal

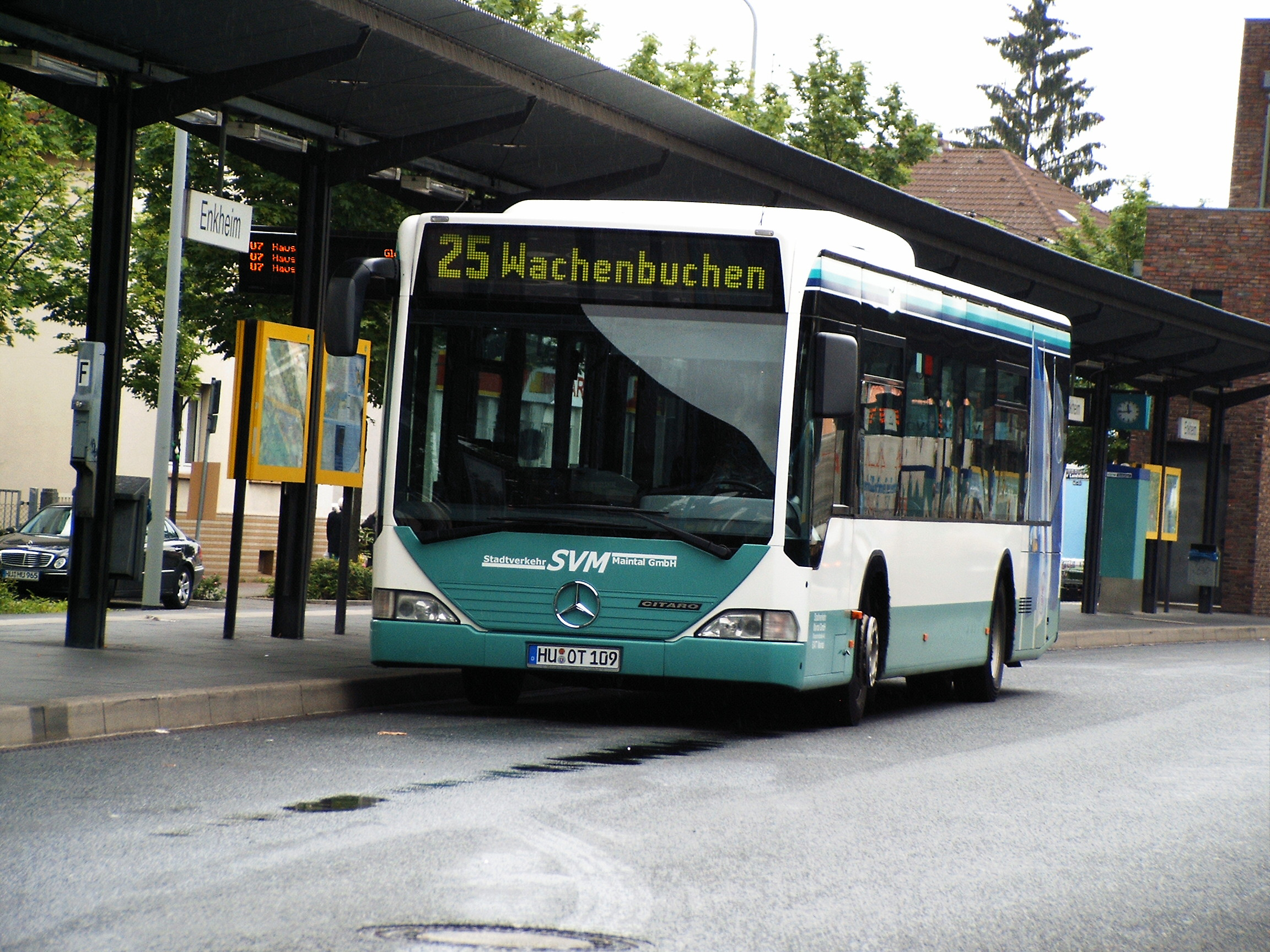
Bus der Linie 25 an der U-Bahn-Station Enkheim

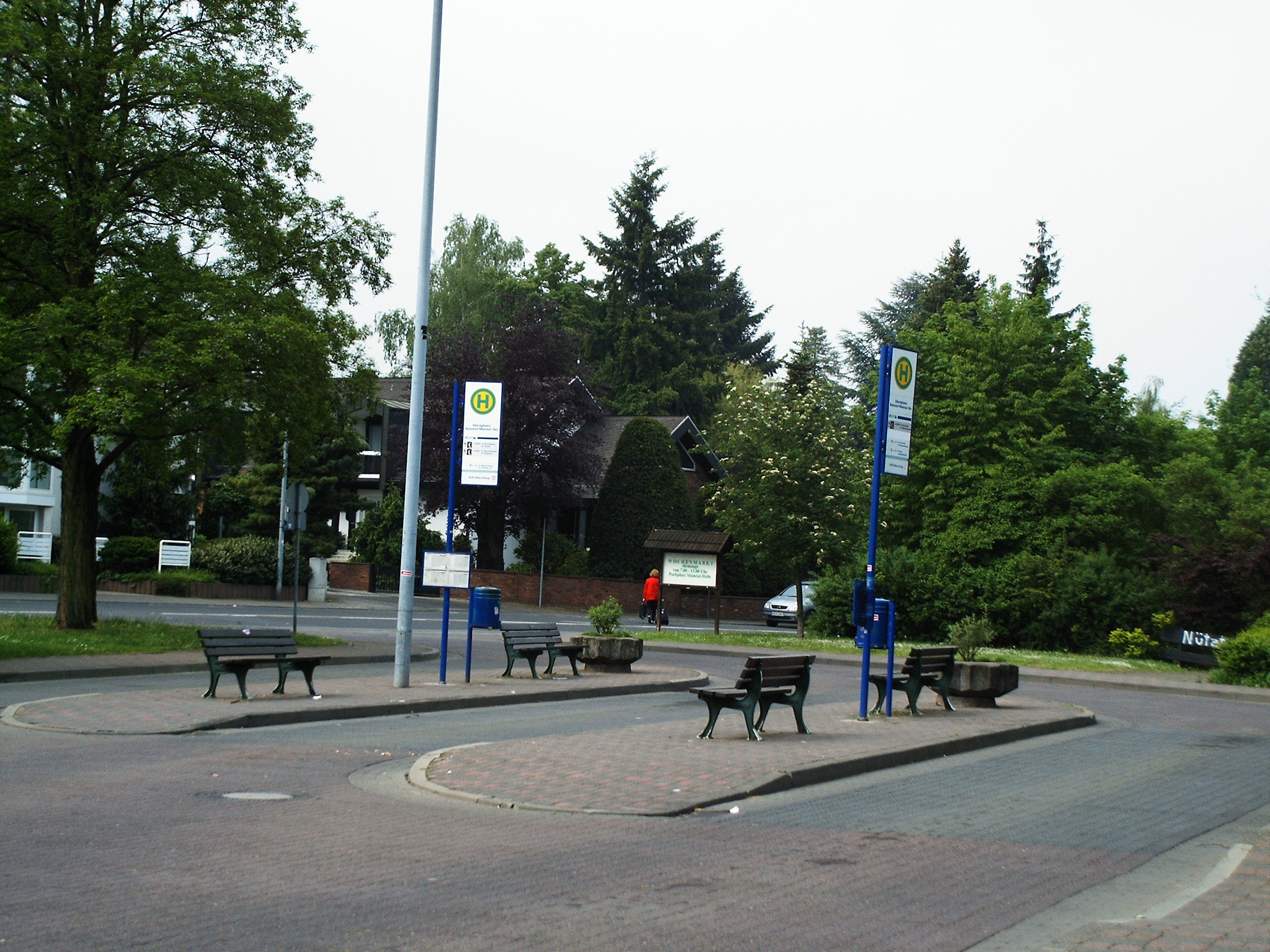
Busbahnhof in Maintal-Dörnigheim

Die Stadtverkehr Maintal GmbH (Abkürzung: SVM) ist ein Busunternehmen im Rhein-Main-Verkehrsverbund. Es betreibt 6 Buslinien und eine Ruftaxilinie in der Stadt Maintal. Die verschiedenen Buslinien verbinden die Ortsteile von Maintal untereinander und bieten außerdem einen direkten Anschluss nach Hanau (Innenstadt/Freiheitsplatz) und Frankfurt (U-Bahn-Station Enkheim – Linie U4 & U7).

## Buslinien
- MKK-22 Wachenbuchen – Hochstadt – Dörnigheim Waldsiedlung (via Maintal Ost Bhf.)
  - werktags im 60-Minuten-Takt – tlw. Schulbusfahrten von/nach Hanau; Samstag und Sonntag alle 60 min.
- MKK-23     Frankfurt-Enkheim – Bischofsheim – Dörnigheim (via Maintal Ost Bhf) – Schloss Phillipsruhe (Hanau) - Hanau Freiheitsplatz
  - werktags und Samstag im 30-Minuten-Takt, Sonntag alle 60 min.
- MKK-23E   Frankfurt-Enkheim  – Dörnigheim Opeleck (via Maintal Ost Bhf.)
  - nur werktags in der HVZ
- MKK-24     Maintal West Bhf. – Niederdorfelden
  - werktags im 60-Minuten-Takt (größtenteils Schülerverkehr)
- MKK-25     Frankfurt-Enkheim  – Bischofsheim – Hochstadt – Wachenbuchen
  - werktags im 30-Minuten-Takt, Samstag im 30-Minuten-Takt
- MKK-25E   Frankfurt-Enkheim  – Hochstadt – Wachenbuchen
  - nur werktags in der HVZ

- Ruftaxi MKK-27 Dörnigheim   Eichenheege/Daimlerstraße – Maintal Ost Bhf. - Dörnigheim Neuer Friedhof

## Fahrzeuge
Die SVM besitzt einen modernen Fuhrpark, bestehend aus 21 Bussen vom Typ Mercedes-Benz Citaro. Seit 2020 ist zudem ein Elektrobus (Mercedes-Benz eCitaro) im Einsatz, dieser wird hauptsächlich auf der Linie 22 eingesetzt.
Fuhrparkübersicht:
12 Citaro C1 Facelift
8 Citaro C2
1 eCitaro

## Busbahnhof Dörnigheim
Der Busbahnhof am Bahnhof Maintal-Ost (Dörnigheim) ist seit dem Fahrplanwechsel am 13. Dezember 2009 der Hauptumstiegspunkt zwischen den Linien 22 und 23.